# フォークランド沖海戦
フォークランド沖海戦（フォークランドおきかいせん、英: Battle of the Falkland Islands, 独: Seegefecht bei den Falklandinseln）は、第一次世界大戦中にアルゼンチン近くの英領フォークランド諸島沖において、イギリス海軍とドイツ帝国海軍とが衝突した海戦。ダブトン・スターディー提督率いるイギリス艦隊が圧倒的な火力をもって終始優位に立ち、最終的にマクシミリアン・フォン・シュペー提督の指揮するドイツ東洋艦隊を撃破した。

## 戦闘

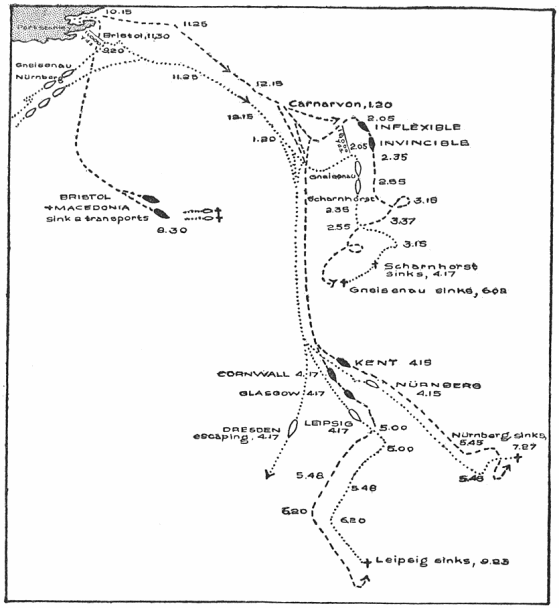
本海戦の航跡図。

コロネル沖海戦で敗北したイギリス海軍は、スターディー中将を南大西洋・太平洋方面艦隊司令長官に任じ、巡洋戦艦インヴィンシブル、インフレキシブルをその麾下とした。
1914年10月9日、インヴィンシブルとインフレキシブルはサー・ダブトン・スタディー中将の将旗を掲げ、11日16時45分あわただしくフォークランド諸島を目指した。一方のシュペー隊はコロネル沖海戦後に石炭不足、蒸気機関の不調などから大西洋に進出するのが遅れ、破滅の道をたどる事になる。
11月11日、両艦は出港し、装甲巡洋艦モンマス級「コーンウォール」「ケント」、デヴォンシャー級「カーナヴォン」、タウン級軽巡洋艦「ブリストル」、「グラスゴー」、仮装巡洋艦「マセドニア（Macedonia）」と合流しつつ、12月7日にフォークランド諸島ポート・スタンリーに到着した。なお、この間はドイツ側に存在を悟られないように厳重な無線封止を行っていたため、石炭船が先にポート・スタンリーに入港した。その後、艦隊はポート・スタンリーとポート・ウィリアムで給炭を行った。

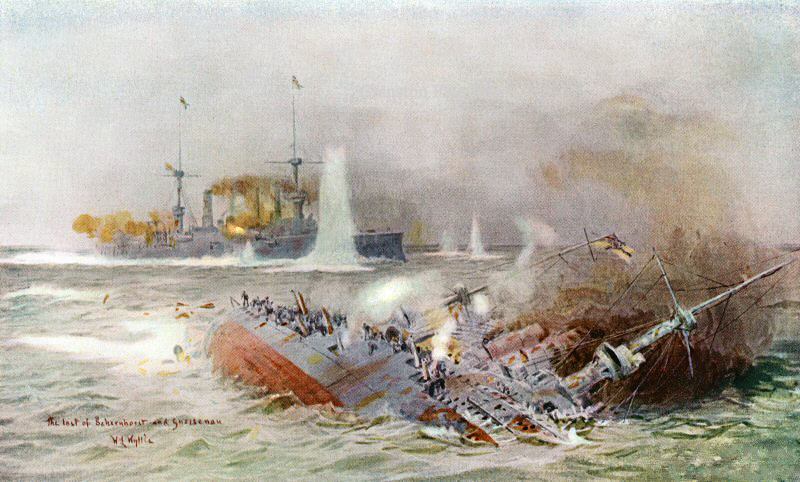
砲撃を受けて横転沈没するシャルンホルストと戦闘を続行するグナイゼナウ
(画)ウィリアム・ライオネル・ワイリー

一方、シュペー中将指揮するドイツ東洋艦隊はコロネル沖海戦後、本国からの帰還命令を受けたものの燃料および弾薬の慢性的な不足に苦しんでいた。12月近くになり、シュペー中将はホーン岬を通って大西洋に入り、フォークランド諸島を襲撃することにした。当然、彼らがイギリス艦隊の存在に気づくことはなかった。
12月8日、フォークランド諸島の見張所が接近する装甲巡洋艦グナイゼナウ、軽巡洋艦ニュルンベルクを発見した。これを受けて8時30分にカーナヴォンとケントがまず出港した。9時15分には前弩級戦艦カノーパスが砲撃を開始し、ドイツ艦2隻は反転した。シュペー中将は艦隊をまとめ逃走に入った。
10時には故障したブリストル以外が出港し、シュペー艦隊を追撃した。このあとスタディー隊は着替えと昼食をとり、12時55分、インフレキシブルが防護巡洋艦ライプツィヒに対し砲撃を開始した。シュペー中将は防護巡洋艦3隻を逃がすため13時25分に分離した。スターディー中将はこれを軽巡洋艦に追撃させ、ドイツの装甲巡洋艦2隻に、巡洋戦艦2隻で対した。
装甲巡洋艦と巡洋戦艦では圧倒的に巡洋戦艦が優勢であり、スタディー隊は約10ノットの優速をもって自在に距離を伸縮しつつ敵艦をアウトレンジし、16時17分に装甲巡洋艦シャルンホルストは撃沈されシュペー中将も戦死した。グナイゼナウも17時40分に自沈した。脱出したグナイゼナウの乗員のうち約200人が救助されたが低体温症で一部が死亡し、結局187人が生還した。
イギリスの巡洋艦はドイツの防護巡洋艦を追撃し、16時15分にグラスゴーとコーンウォールはライプツィヒを捕捉した。ライプツィヒは20時35分に撃沈された。また、ニュルンベルクもケントの攻撃で撃沈された。唯一、防護巡洋艦ドレスデンだけは逃走に成功したが、1915年3月14日にチリ沖でイギリス艦隊に発見され、自沈した。
海戦自体には圧倒的な速力を背景に勝利できたものの、スターディー中将と旗艦カーナーヴォンのアーチボルド・ストッダート提督は手際の悪さとドレスデンを逃がしたことなどが問題とされ、以降不遇をかこつこととなった。

## 参加艦艇

### イギリス海軍
*マジェスティック級戦艦:カノーパス
*インヴィンシブル級巡洋戦艦:インヴィンシブル、インフレキシブル
*モンマス級装甲巡洋艦:コーンウォール、ケント
*デヴォンシャー級装甲巡洋艦:カーナヴォン
*タウン級軽巡洋艦:ブリストル、グラスゴー
*仮装巡洋艦:マセドニア（Macedonia）

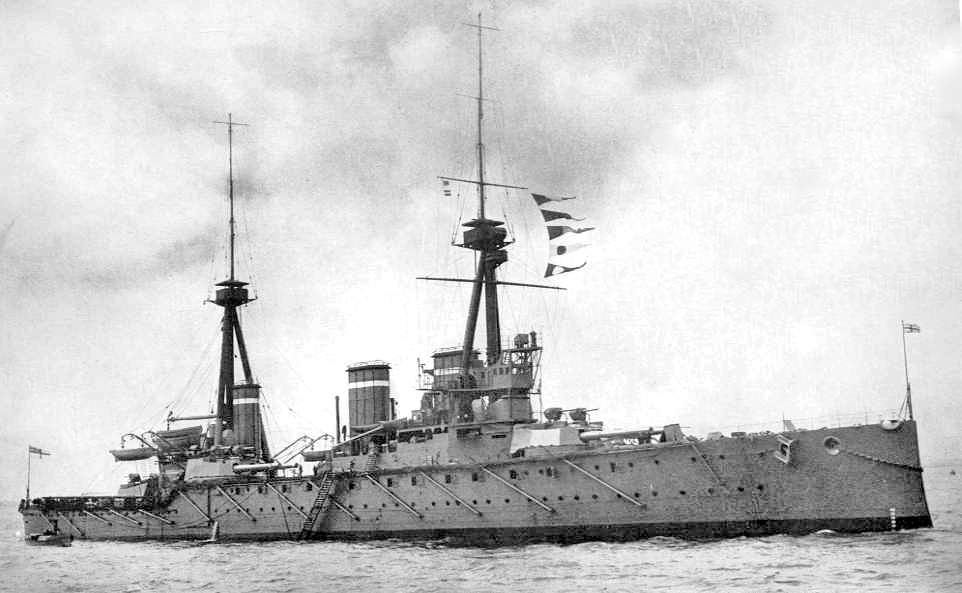
イギリス海軍巡洋戦艦インヴィンシブル
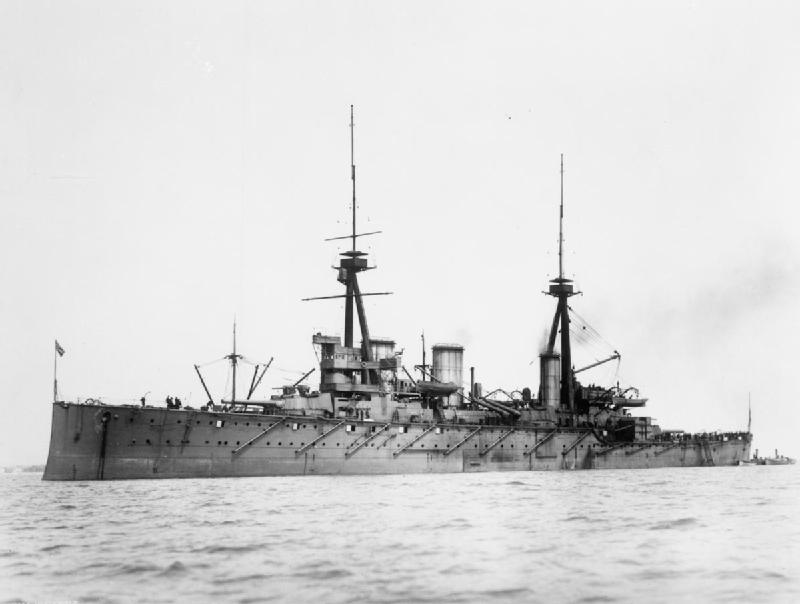
イギリス海軍巡洋戦艦インフレキシブル
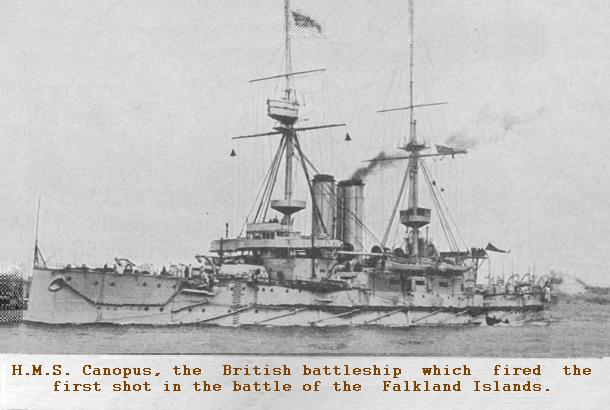
イギリス海軍前弩級戦艦カノーパス
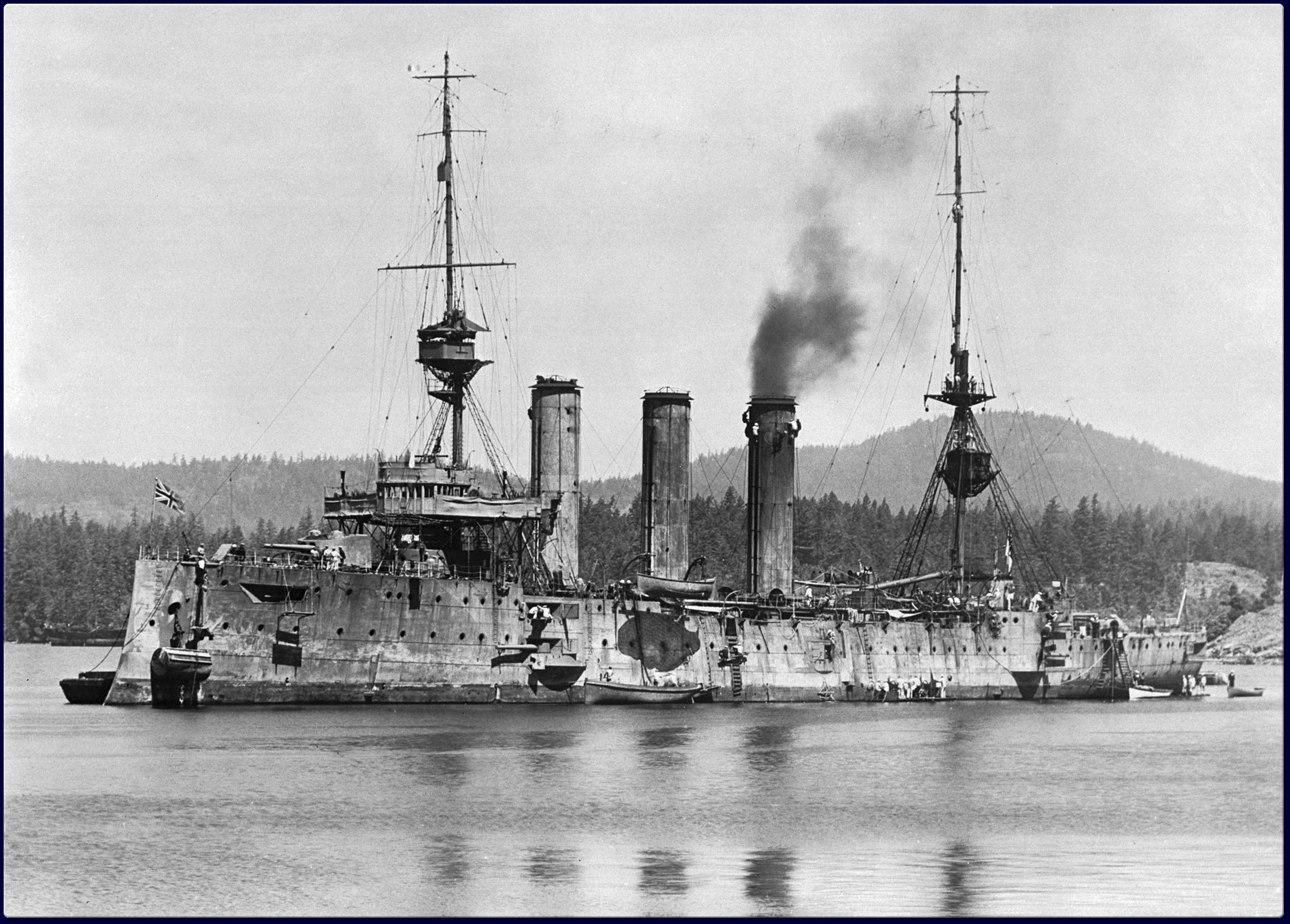
イギリス海軍装甲巡洋艦コーンウォール
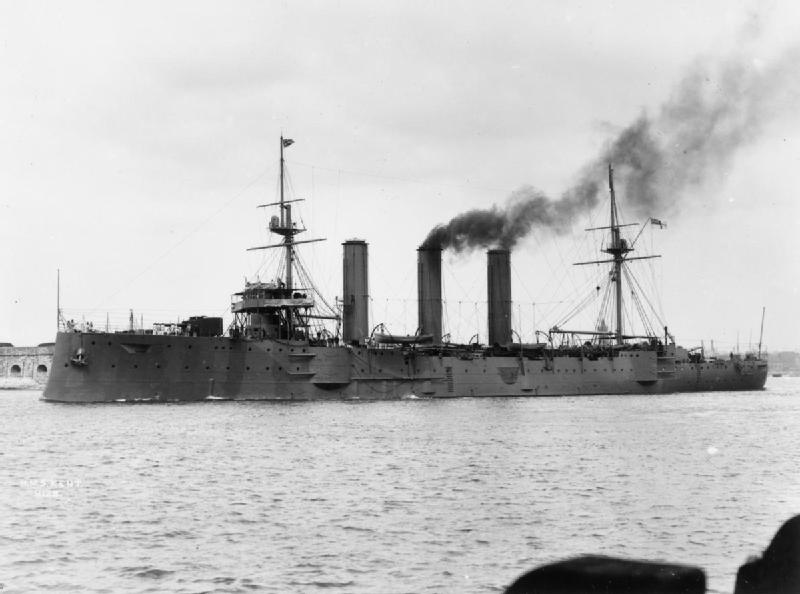
イギリス海軍装甲巡洋艦ケント
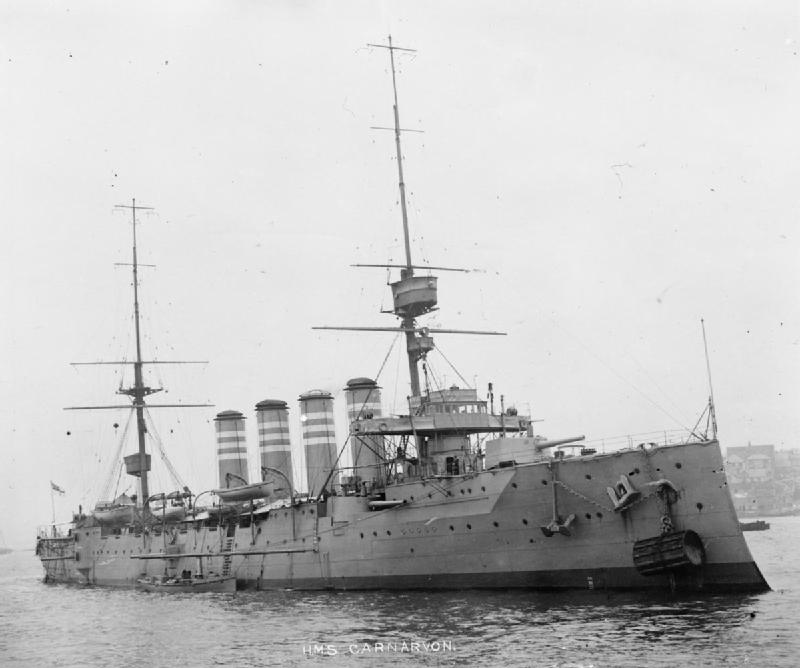
イギリス海軍装甲巡洋艦カーナヴォン
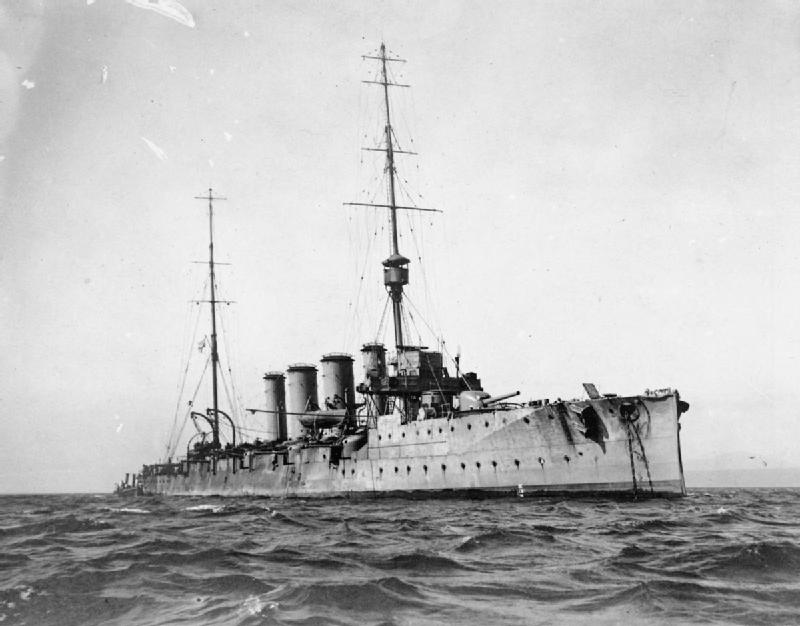
イギリス海軍軽巡洋艦グラスゴー

### ドイツ帝国海軍

#### 東洋艦隊
*シャルンホルスト級装甲巡洋艦:シャルンホルスト、グナイゼナウ
*ケーニヒスベルク級小型巡洋艦:ニュルンベルク
*ブレーメン級小型巡洋艦:ライプツィヒ　
*ドレスデン級小型巡洋艦:ドレスデン

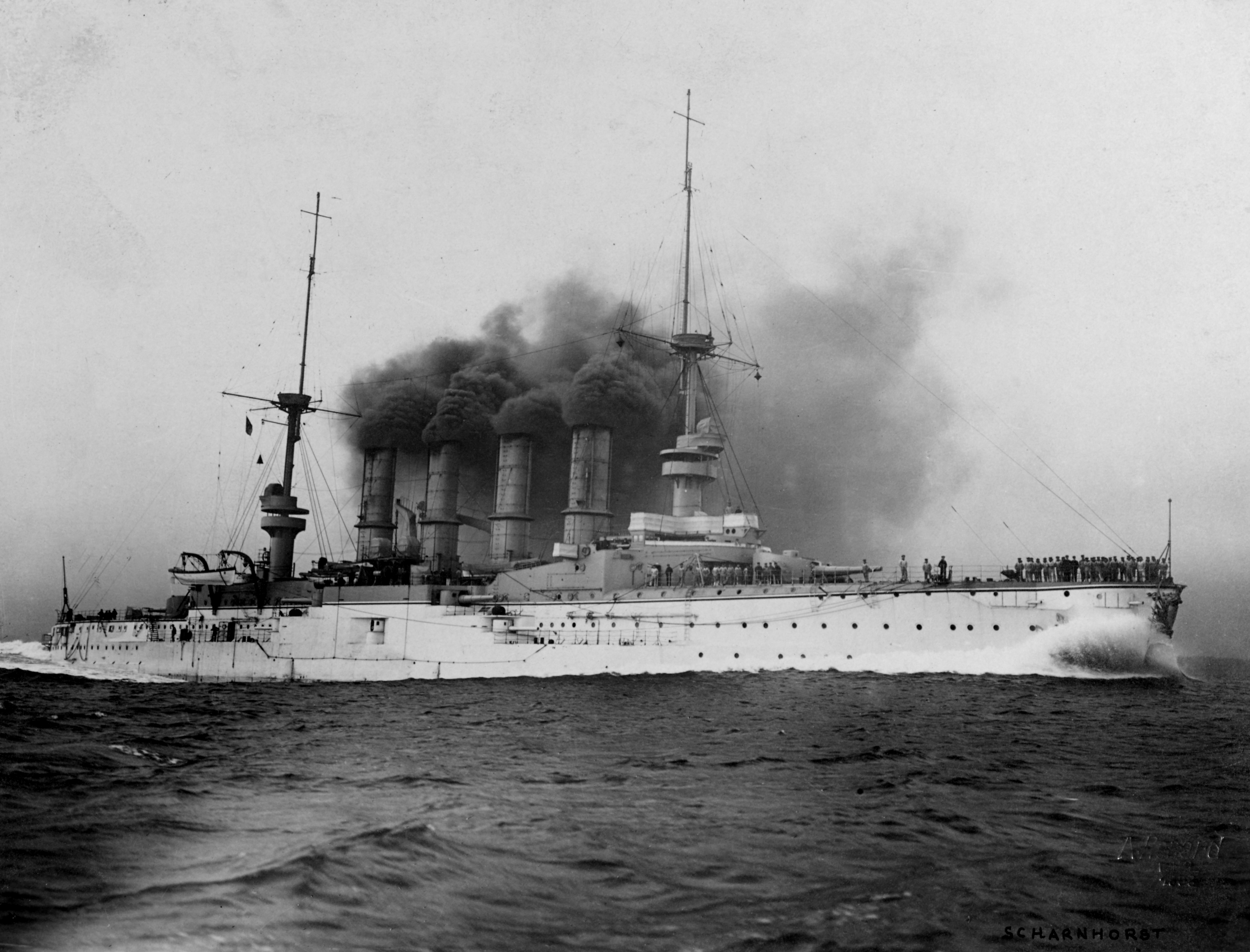
ドイツ海軍装甲巡洋艦シャルンホルスト
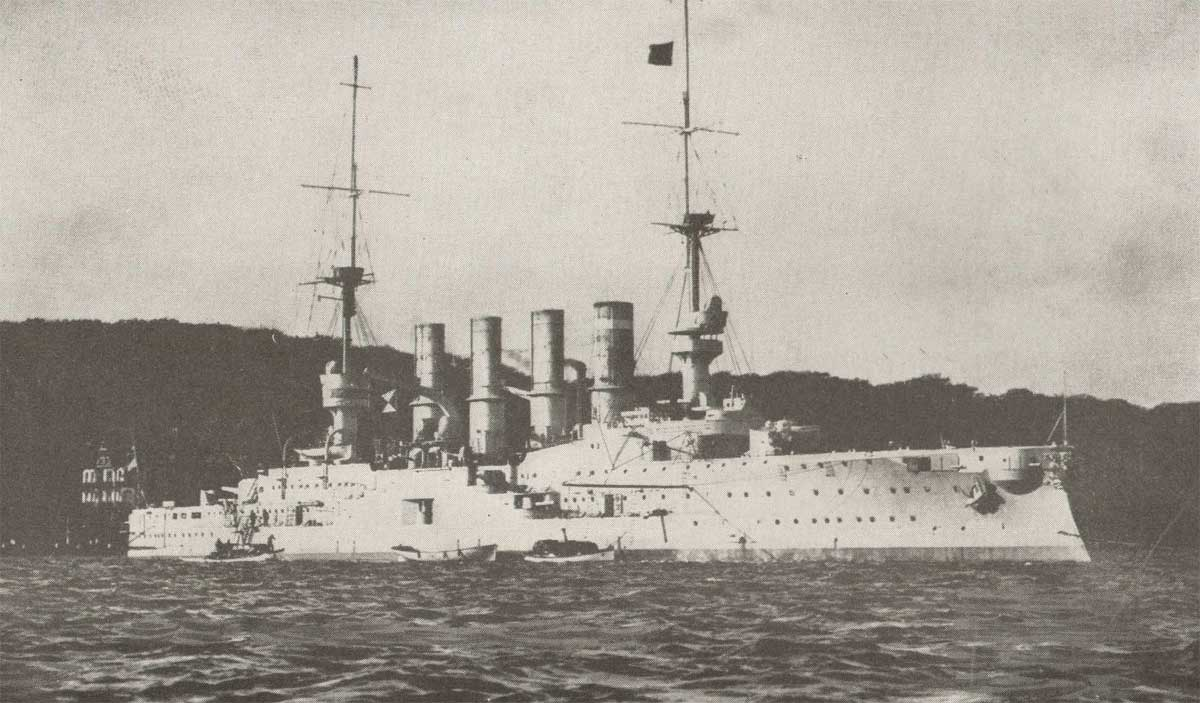
ドイツ海軍装甲巡洋艦グナイゼナウ
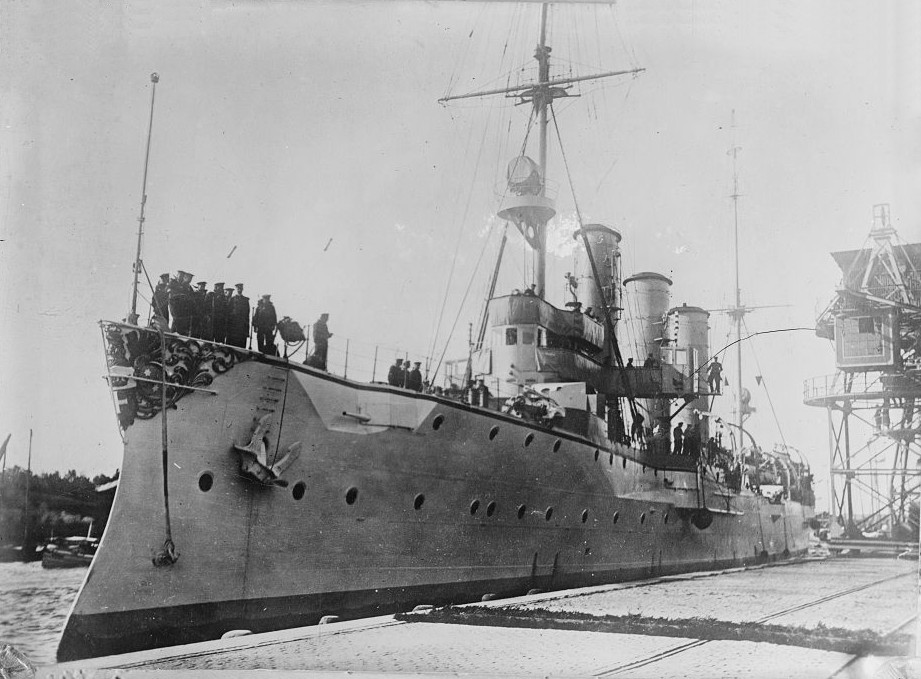
ドイツ海軍防護巡洋艦ニュルンベルク
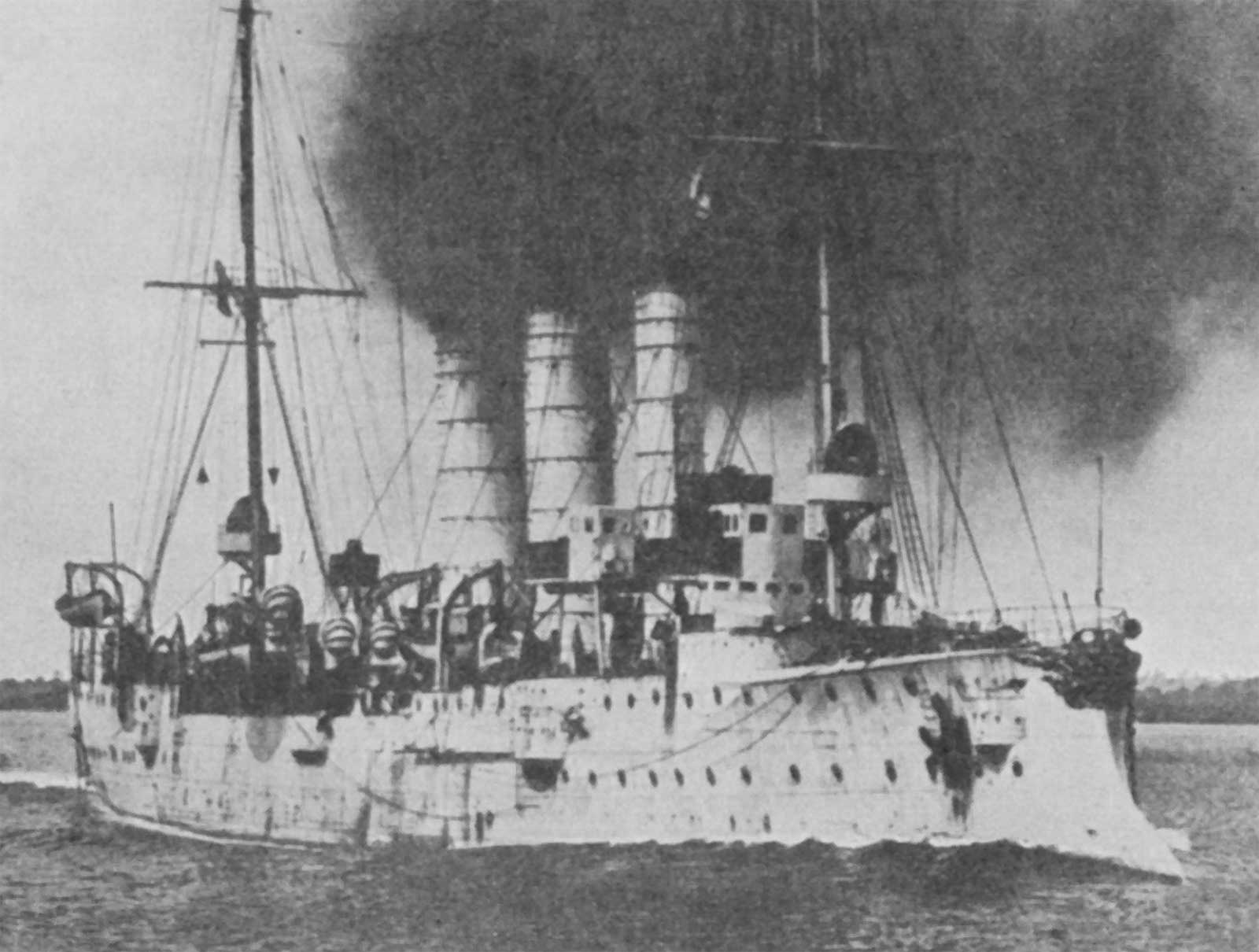
ドイツ海軍防護巡洋艦ライプツィヒ
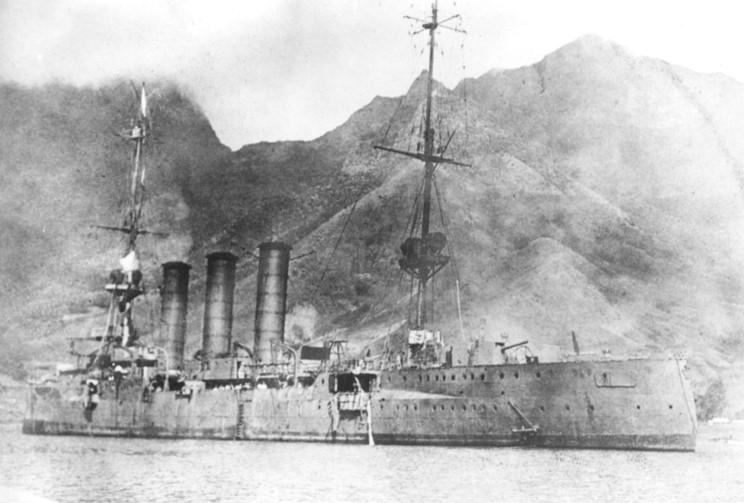
ドイツ海軍防護巡洋艦ドレスデン。チリで自沈する前の写真